# モーニングコーヒー
『モーニングコーヒー』（Morning Coffee）は、モーニング娘。のメジャーデビューシングル。1998年1月28日に発売された。

## 概要
モーニング娘。としてはオリジナルメンバーの5人で出された唯一のCD。
カップリングの「愛の種」はモーニング娘。のインディーズデビュー曲。
つんく（当時♂は付かない）の初の本格的プロデュース作品。
つんくはこれまでプロデュースのオファーを断り続けていた。
メジャーデビュー候補曲として、本曲のほか、「どうにかして土曜日」「ウソつきあんた」の2曲が作られた。
メジャーデビューと同時に、雑誌12誌への掲載及び『ミュージックステーション』（1998年1月30日放送）『POP FILE』（1998年2月6日放送）『HEY!HEY!HEY! MUSIC CHAMP』（1998年2月9日放送）『ミュージックパーク』（1998年2月12日放送）『ポップジャム』（1998年2月28日放送）への出演が決まるなど、大々的なプロモーションが展開された。
オリコンチャートでは初登場6位を記録した。
別バージョンの音源を加えた12cm盤が2004年12月15日に発売された「モーニング娘。EARLY SINGLE BOX」に収録され、2005年3月2日には同じものがシングルとして発売された。
2002年2月20日に発売「そうだ! We're ALIVE」のカップリングに、その時点での在籍メンバーが歌っている「モーニングコーヒー 2002 ver.」が収録されている（編曲は鈴木俊介） 。
2004年発売「モーニング娘。〜ベストショット〜vol.1」では石川梨華がソロで歌っているMVが収録。
2009年、アフタヌーン娘δが結成された際、この曲に酷似した（書き直した）「アフタヌーンコーヒー」が作られた。
2017年発売シングル『BRAND NEW MORNING/ジェラシー ジェラシー』初回生産限定盤SPに、歌詞を一部変更したリメイクとして、『モーニングみそ汁』が収録された。
2018年2月7日発売、モーニング娘。20th（モーニングむすめ。トゥエンティース）名義のミニ・アルバム「二十歳のモーニング娘。」に先駆け、オリジナル・メンバー5名（中澤裕子、石黒彩、飯田圭織、安倍なつみ、福田明日香）と、現役メンバー（モーニング娘。'18名義）のコラボレーションとして「モーニングコーヒー（20th Anniversary Ver.）」がオリジナル発売日と同じ1月28日（24：00～）より主要音楽配信サイトにて先行配信された。原曲よりテンポがやや早くなっている。ミニ・アルバム発売日同日にiTunes、レコチョクにて同MVの配信もスタートした。

## 収録曲
全編曲：桜井鉄太郎
8cm盤
1. モーニングコーヒー
作詞・作曲：つんく
2. 愛の種
作詞：サエキけんぞう、作曲：桜井鉄太郎
3. モーニングコーヒー (Instrumental)

12cm盤
1. モーニングコーヒー
2. 愛の種
3. モーニングコーヒー (Instrumental)
4. モーニングコーヒー (Unreleased “B♭” Version)

## 参加メンバー
- 1期：中澤裕子、石黒彩、飯田圭織、安倍なつみ、福田明日香

## 参加ミュージシャン
- 桜井鉄太郎 - プログラミング(1)、コーラス(2)
- 土屋潔 - ギター(1)
- 高橋諭一 - ギター(1)
- 河野伸 - ピアノ、キーボード(1,2)
- 横銭ユージ - ドラム(2)
- 六川正彦 - ベース(2)
- 土屋潔 - ギター (2)

## 収録曲（20th Anniversary Ver.）
1. モーニングコーヒー（20th Anniversary Ver.）
作詞・作曲：つんく、編曲：鈴木俊介
2. モーニングコーヒー（20th Anniversary Ver.）（Instrumental）

## リリース日一覧（20th Anniversary Ver.）
| 地域 | リリース日    | レーベル       | 規格                 | カタログ番号                      |
| ---- | ------------- | -------------- | -------------------- | --------------------------------- |
| 日本 | 2018年1月28日 | UP-FRONT WORKS | ダウンロードシングル | UFDL-1389（LC-AAC・128/320kbps）  |
| 日本 | 2018年1月28日 | UP-FRONT WORKS | ダウンロードシングル | UFDL-1389-HR（FLAC・96kHz/24bit） |

## 参加メンバー（20th Anniversary Ver.）
- 1期：中澤裕子、石黒彩、飯田圭織、安倍なつみ、福田明日香
- 9期：譜久村聖、生田衣梨奈
- 10期：飯窪春菜、石田亜佑美、佐藤優樹
- 11期：小田さくら
- 12期：尾形春水、野中美希、牧野真莉愛、羽賀朱音
- 13期：加賀楓、横山玲奈
- 14期：森戸知沙希

## カバー
モーニングコーヒー
- シャカタク - トリビュートアルバム『カバー・モーニング娘。!』（2001年12月19日）に収録。
- アイスクリー娘。 - ミニアルバム『1st最高!』（2009年1月31日）に日本語のままカバーしたものと、中国語でカバーした中国語ver.を収録。
- ドリームモーニング娘。 - アルバム『ドリムス。①』（2011年4月20日）に収録。
- 飯田圭織 - アルバム『ONDAS』（2016年7月20日）に収録[10]